# Sand Lake (hrabstwo Sawyer)
Sand Lake – miasto w Stanach Zjednoczonych, w stanie Wisconsin, w hrabstwie Sawyer.